# Cambise (opera)
Cambise è un'opera di Alessandro Scarlatti su libretto di Domenico Lalli. Fu rappresentata per la prima volta il 4 febbraio 1719 al Teatro San Bartolomeo di Napoli e fu la 111a opera del compositore e l'ultima a Napoli.

## Registrazioni selezionate
- Sinfonia "Doppo che sia alzata la tenda", Arie "Io parto vincitor". "In quelle luci belle" "Mi cinga la fama" Daniela Barcellona (mezzosoprano) Concerto de Cavalieri, Marcello Di Lisa DHM
- "Tutto appoggio il mio disegno" Max Cenčić, Il Pomo D'Oro, Maksim Emel'janyčev Decca 2015
- "Quando vedrai", "Mi cinga la fama" Carlo Vistoli (controtenore) I Talenti Vulcanici, Stefano Demicheli. Arcani 2017